# Perophora multistigmata
Perophora multistigmata är en sjöpungsart som beskrevs av Kott 1952. Perophora multistigmata ingår i släktet Perophora och familjen Perophoridae. Inga underarter finns listade i Catalogue of Life.